# Twoism
Twoism — мини-альбом шотландского электронного дуэта Boards of Canada, выпущенный в 1995 году, переизданный в 2002 году.

## Список композиций
1. «Sixtyniner» — 5:40
2. «Oirectine» — 5:11
3. «Iced Cooly» — 2:22
4. «Basefree» — 6:35
5. «Twoism» — 6:06
6. «Seeya Later» — 4:33
7. «Melissa Juice» — 1:32
8. «Smokes Quantity» — 3:07
9. «1986 Summer Fire» — 1:36

(В примечательном списке «1986 Summer Fire» не упоминается, так как этот трек записан в одной композиции «Smokes Quantity» с продолжительностью в 4:48)